# الغواصة الألمانية يو-1 (1935)
غواصة يو-1 كانت أول غواصات يو بوت الألمانية بنيت ل سلاح بحرية ألمانيا النازية كريغسمارينه في أعقاب إلغاء أدولف هتلر لشروط معاهدة فرساي في عام 1935، التي حظرت على ألمانيا امتلاك غواصة.
ثم بناء غواصة يو بوت من الفئة الثانية إيه، في أحواض بناء السفن الألمانية دويتشه ويرك في كيل في ساحة رقم 236. تم وضع عارضة لها في 11 فبراير 1935 واقامة احتفال لها. اكتملت في 29 يونيو 1935 بعد عملية بناء سريع للغاية، وكانت مأهولة من قبل طواقم تلقت تدريبا في هولندا.

## التصمميم
أعتمدت الغواصات الألمانية في تصميمها على الفئة الثانية على الغواصة الفنلندية Vesikko. كانت إزاحة الغواصة يو-1 254 طنًا عند على السطح و 303 طنًا أثناء غوصها تحت الماء. رسميا، كانت الحمولة القياسية 250 طنا، ومع ذلك.  كان طول القارب 40.90 م، ويبلغ طول الهيكل 27.80 م، أما ارتفاعها فبلغ 8.60 م. كانت الغواصة مدعومة بمحركين رباعي الأشواط وهو MWM RS 127 S ، ومحرك ديزل بستة أسطوانات سعة 700 حصان متري (510 كيلوواط، و 690 وحدة حرارية) من أجل الإبحار (ليس الغوص الإبحار على السطح)، اما في حالة الغوص فهناك محركان كهربائيان مزدوجان من شركة سيمنز-شوكيرت قادرة على إنتاج 360 حصان متري (260 كيلووات، 360 وحدة حرارية). كانت الغواصة قادرة على العمل على أعماق تصل إلى 80-150 متر (260-490 قدم).
تبلغ سرعة الغواصة القصوى على السطح 13 عقدة (24 كم/ساعة؛ 15 ميل في الساعة)، اما سرعتها القصوى اثناء غوصها لاسفل فوصلت إلى 6.9 عقدة (12.8 كم/ساعة؛ 7.9 ميل في الساعة).  يمكن أن تعمل الغواصة في اثناء الغوص لمدة 35 ميلاً بحريًا (65 كم؛ 40 ميل) عند 4 عقد (7.4 كم/س ؛ 4.6 ميل في الساعة)؛ عند صعودها لاعلى، يمكنها السفر لمسافة 1600 ميل بحري (3000 كم؛ 1,800 ميل) عند 8 عقد (15 كم/ س ؛ 9.2 ميل في الساعة). تم تزويد الغواصة بثلاثة أنابيب طوربيد عيار 53.3 سم، وخمسة طوربيدات أو ما يصل إلى اثني عشر من الالغام الطوربيدية من النوع إيه، ومدفع مضاد للطائرات سعة 2سم. احتوت الغواصة على ما مجموعه 25 طوربيد. 